# Odó Hurtado i Martí
Odó Hurtado i Martí (Barcelona 1902 - 1965) fou un escriptor català, fill del polític Amadeu Hurtado i Miró.
Estudià dret a la Universitat de Barcelona i milità a Acció Catalana. En proclamar-se la Segona República Espanyola fou elegit regidor de l'Ajuntament de Barcelona i nomenat tinent d'alcalde; des d'aquest càrrec visqué de prop els Fets d'Octubre del 1934, pels quals fou empresonat al vaixell Uruguay. Durant la Guerra Civil Espanyola s'exilià a França i més tard s'establí a Mèxic, on hi treballà com a dependent de llibreria i més tard sotsdirector del Banco de la Propiedad. Col·laborà assíduament a Pont Blau i hi publicà contes. La seva narrativa té poc en compte la vida d'exili i s'inspirava en el món social i polític conegut abans de la guerra, sobretot en l'ambient de la burgesia barcelonina. Tornà intermitentment a Barcelona, on publicà algunes novel·les i guanyà el Premi Narcís Oller de 1954, el Premi Fastenrath de 1957 i fou finalista del Premi Sant Jordi de 1962.

## Obres
- Unes quantes dones (1955)
- L'Araceli Bru (1958)
- Es té o no es té (1958)
- Un mite (1959)
- La condemna (1961)
- Desarrelats (1964)